# Micaria longispina
Micaria longispina är en spindelart som beskrevs av James Henry Emerton 1911. Micaria longispina ingår i släktet Micaria och familjen plattbuksspindlar. Inga underarter finns listade i Catalogue of Life.